# Uformel læring
Uformel læring er tilegnelsen af færdigheder og dygtighed fra hverdagens aktiviteter bl.a. begivenheder på arbejdet, i fritiden og lignende. Det er selvuddannelse, der finder sted som en uorganiseret, usystematisk og institutionelt ukoordineret uddannelse og foregår som en uplanlagt og spontan læring i den daglige rutine. Derfor karakteriseres uformel læring som en proces, der opstår utilsigtet.
En person kan erhverve læringen fra det arbejde eller den aktivitet, vedkommende er engageret i, men også fra fritiden, eksempelvis når han/hun rejser, læser, er til koncerter, besøger teatret, biografen, er til forskellige kulturelle begivenheder, ser fjernsyn, hører radio, går på muséer eller gennem almindelige aktiviteter i samspil med omgivelserne, herunder interaktioner med familie, venner eller med enhver anden person.
I internationale diskussioner er navnene "John Dewey" og senere "Malcolm Knowles" forbundet med begrebet uformel læring, hovedsageligt i sammenhæng med udviklingspsykologi. Fra begyndelsen var uformel uddannelse noget, der ikke hørte til i organisationer, men efterfølgende blev ordets betydning udvidet så undervisningsformens ydre rammer blev organiseret, dog ikke altid støttet med økonomiske midler.

## Forskellen mellem formel, ikke-formel og uformel læring
Der er tre typer af læring, der er forskellige fra hinanden. Den største forskel mellem uformel læring og andre typer er, at uformel læring ikke nødvendigvis foregår bevidst. Det er en sådan læring, der måske ikke er let genkendelig selv for dens egne deltagere. Den kan dog målrettes. En vigtig forskel mellem ikke-formel og uformel læring er, at uformel læring ikke behøver at foregå efter eget valg, hvorimod ikke-formel læring er en bevidst frivillig aktivitet, der fra begyndelsen har læring som formål.